# سیارک ۸۰۶
سیارک ۸۰۶ (به انگلیسی: 806 Gyldenia، نامگذاری:1915WX) هشتصد و ششمین سیارک کشف شده‌است که در ۱۸ آوریل ۱۹۱۵ و در هایدلبرگ کشف شد.
قدر مطلق سیارک برابر ۱۰٫۶۰ است.